# MS Mediterranean Sky
Le MS Mediterranean Sky est un paquebot mixte construit en 1953 pour le service d'Ellerman Lines entre Londres et l'Afrique du Sud. Initialement nommé MS City of York, il est vendu en 1971 à la Karageorgis Lines, converti en ferry de croisière et renommé.

## Historique
La City of York est construit par Vickers Shipbuilding and Engineering de Barrow-in-Furness au Royaume-Uni. Avec ses trois navires jumeaux, les City of Port Elizabeth, City of Exeter et City of Durban, il opère sur la route entre Londres, Las Palmas, Cape Town, Port Elizabeth, East London, Durban, Lourenço Marques et Beira, effectuant le transit entre Londres et Cape Town en 15 jours.
En 1971, il est vendu, avec ses trois navires jumeaux, à la Karageorgis Lines. Avec le City of Exeter, il est  transformé en ferry et rebaptisé Mediterranean Sky,.

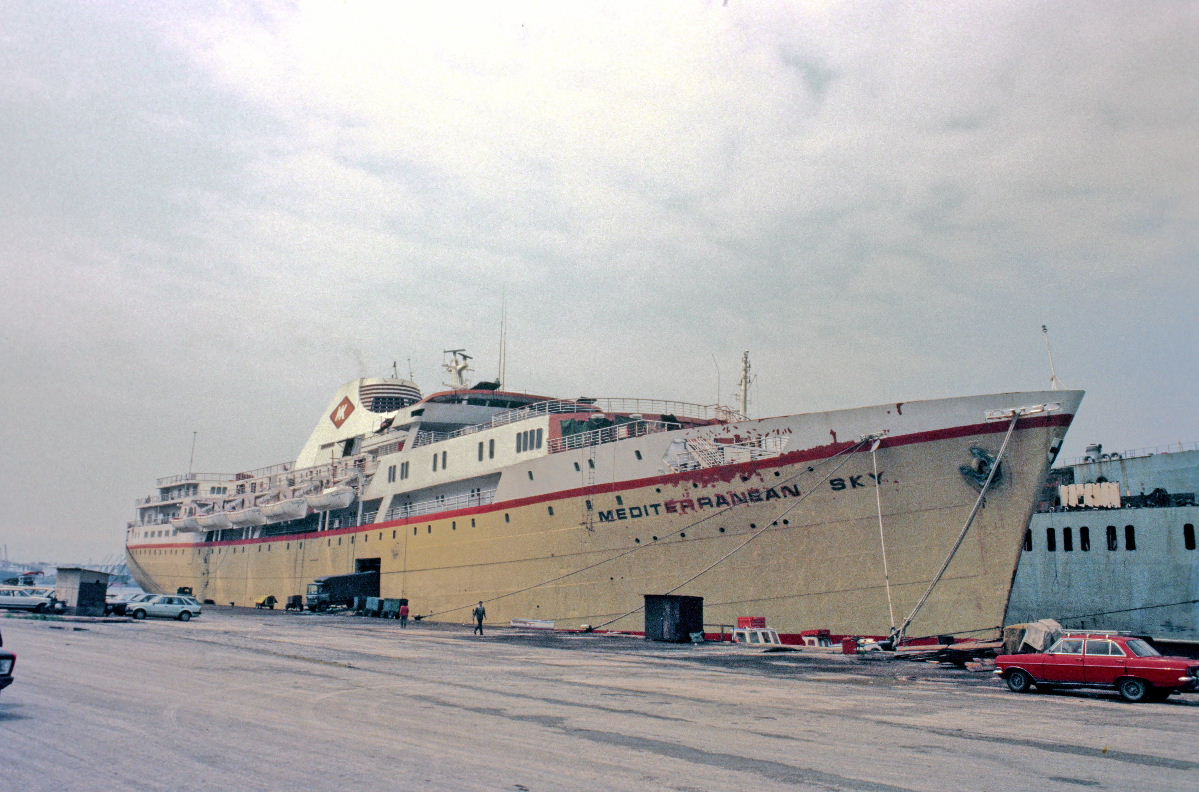
Le Mediterranean Sky en rénovation à Pérama en 1986.

Le Mediterranean Sky navigue pour la dernière fois en 1996, avant d'être immobilisé dans la baie d'Éleusis, en Grèce. Le navire, abandonné pour des raisons financières, est ensuite remorqué vers des eaux peu profondes où est échoué le 26 novembre 2002. 

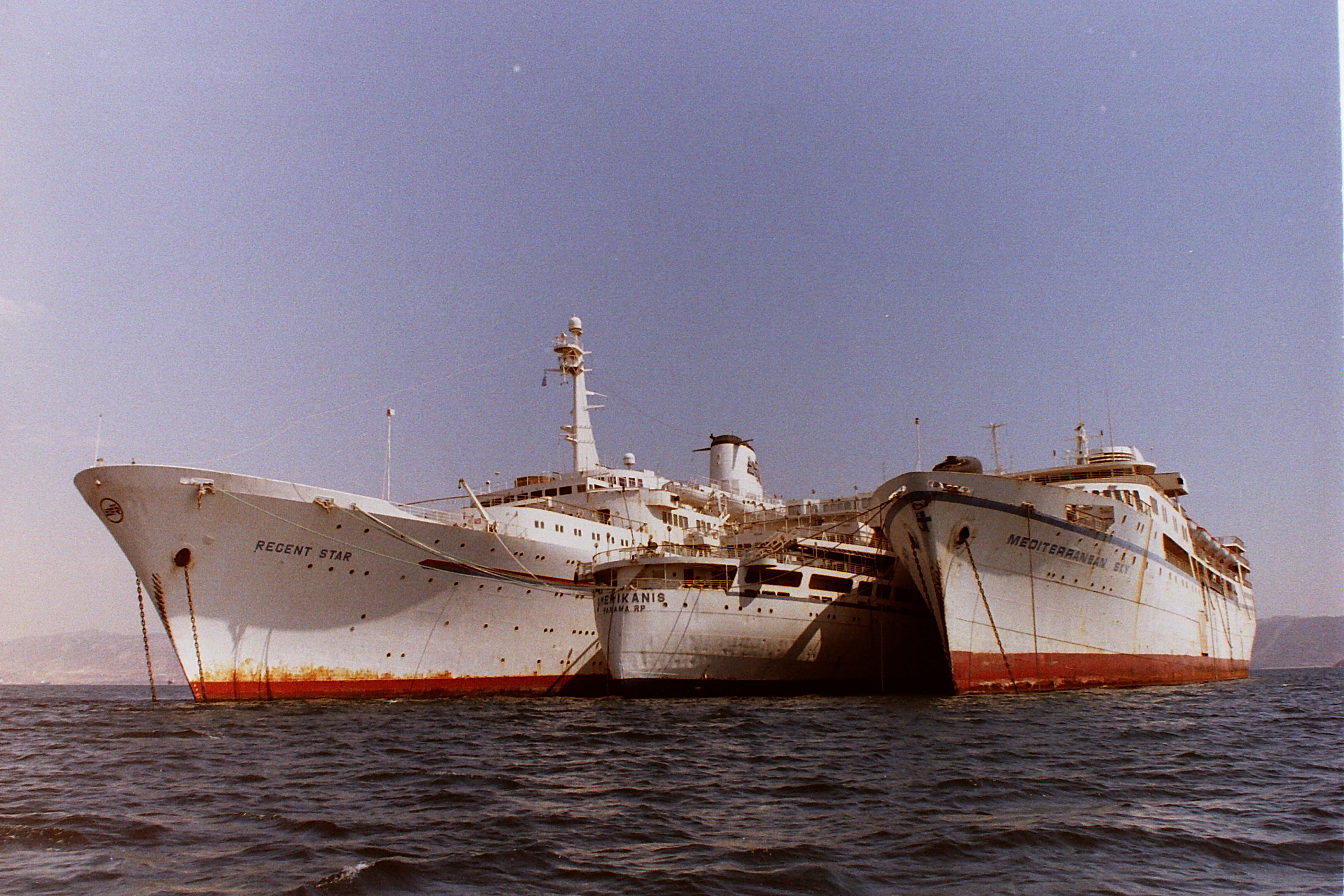
Le Regent Star, l’Amerikanis et le Mediterranean Sky désarmés à Eleusis en 2000.
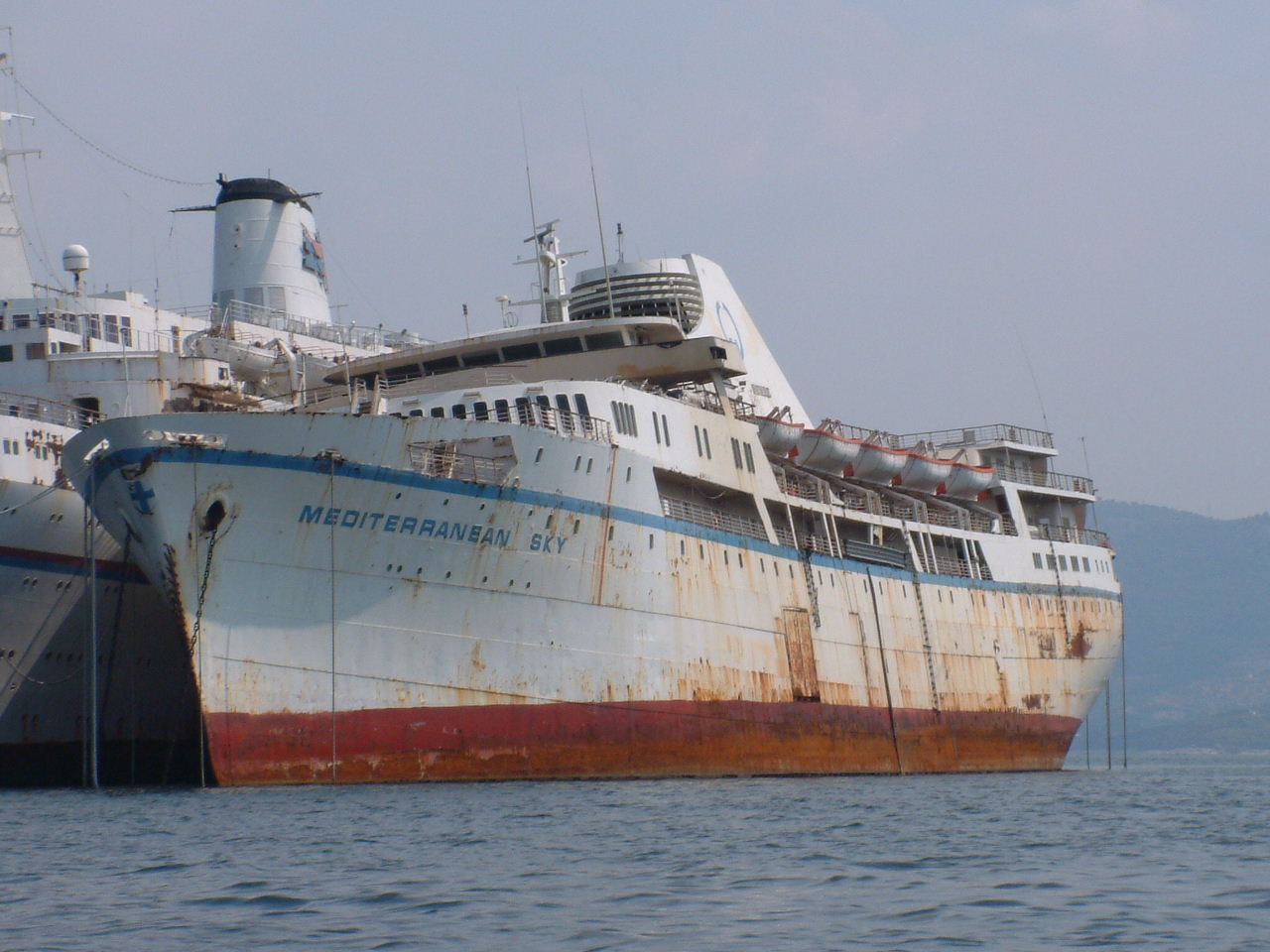
Le Mediterranean Sky en 2002.

Il commence à prendre l’eau pour enfin chavirer vers janvier 2003 et se reposer définitivement sur les côtes grecques. L'épave à moitié submergée est encore visible en 2024.

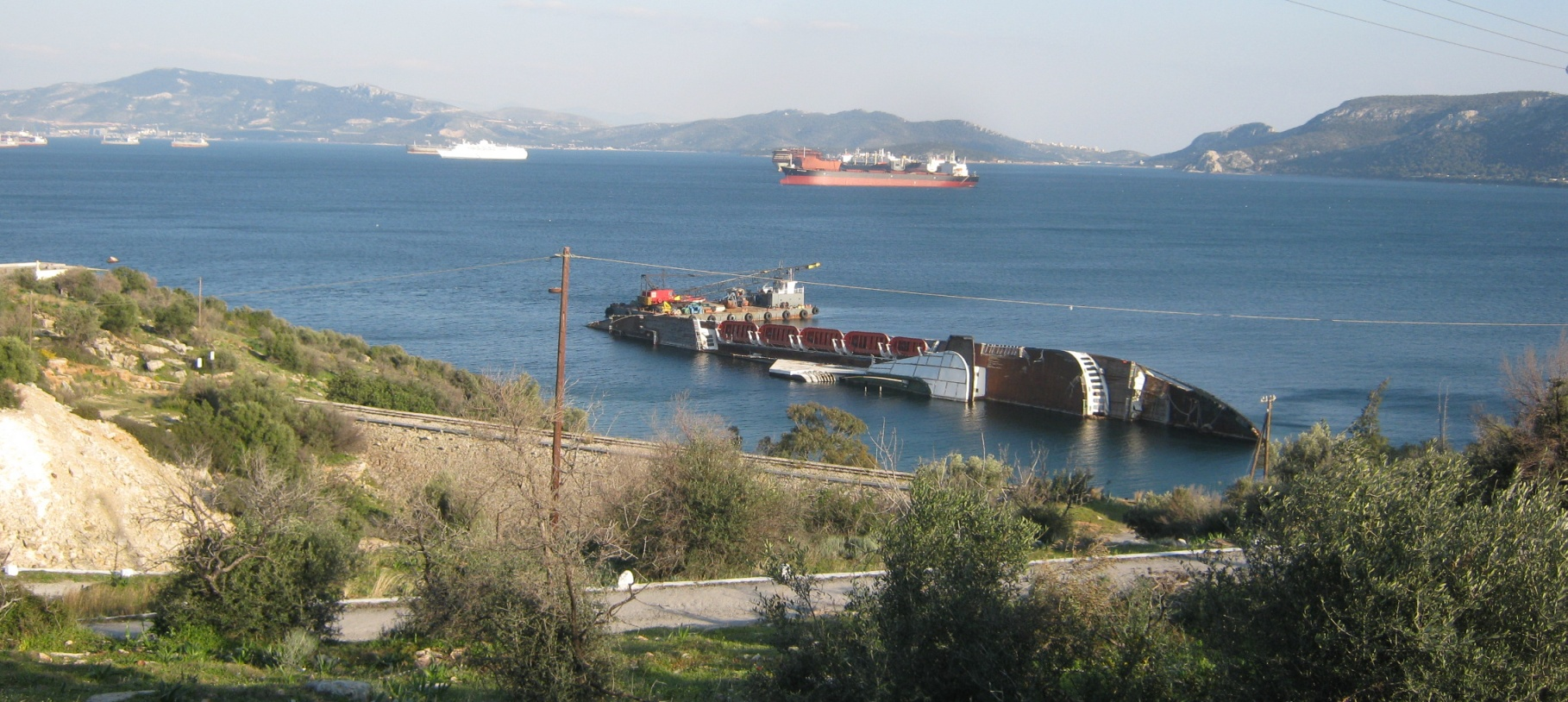
Épave du Mediterranean Sky en 2011.